# 하이다오시
하이다오시(중국어 간체자: 海岛市, 정체자: 海島市, 포르투갈어: Concelho das Ilhas 콘셀류 다스 일랴스[*])는 포르투갈령 마카오의 두 개의 지정된 시중에 하나이다.(그 중 하나는 마카오시이다.)
시의 구역범위는 타이파섬과 콜로아느섬이며, 당시 코타이는 간석지가 아닌 일반 수역이었다.

## 역사
1851년부터 1864년, 포르투갈는 타이파섬과 콜로아느섬을 점령 하였으며, 당시 마카오반도의 마카오시만 관할하였다.
1878년부터 포르투갈령 마카오정부는 타이파섬에 하이다오시를 설치하였다.
1963년, 포르투갈 하이다오시 정부를 설치하였다. 1999년 12월 20일 마카오가 중국에 반환되면서 해체되었으며 2001년 12월 31일 행정 구역 관할 업무가 민정총서로 이관되었다.

## 자매도시
- 포르투갈 코임브라

## 같이 보기
- 마카오시